# Style Transition
Pour les articles homonymes, voir Transition (homonymie).
Le style Transition correspond au troisième style qui compose le règne de Louis XV dans le mobilier et l'ornementation française, il fait la transition (d'où son nom) entre la nouveauté et l'originalité du style Louis XV, et le retour à l'inspiration classique du style Louis XVI. 
Ce style est né sous l'impulsion d'architectes novateurs qui voulaient se démarquer du Louis XV qui, malgré son originalité, commençait à partir des années 1750 à stagner dans ses formes, n'évoluant plus que vers une surenchère ornementale. Face aux excès de certains ornemanistes par l'abus de courbes, certains artisans reviennent à la rigueur et à la symétrie, fortement inspirée du monde gréco-romain, les découvertes archéologiques  deviennent une science.

## Dates
On le situe généralement de 1750 à 1774.

La genèse de ce style peut être datée très précisément en 1758 quand le collectionneur avant-gardiste Ange-Laurent de la Live de Jully commande à l'architecte Louis-Joseph le Lorain une série de meubles — visibles au château de Chantilly — qui tranche avec le goût de l'époque. Le style transition est, comme son nom l'indique, un style de recherche esthétique qui marquera l'évolution du Louis XV au Louis XVI. On voit dès 1760 quelques meubles déjà typiquement Louis XVI et a contrario on trouve encore jusqu'à la Révolution des meubles dont l'allure générale est transition. Par convention on borne ce style de 1760 à 1774.

## Situation politique et culturelle
Sur le plan culturel, on redécouvre l'Antiquité en mettant au jour les vestiges d’Herculanum (1738) et de Pompéi en 1748. Les fouilles qui y seront menées influenceront nettement l'architecture et le décor intérieur.

## Esthétique

### Principales caractéristiques

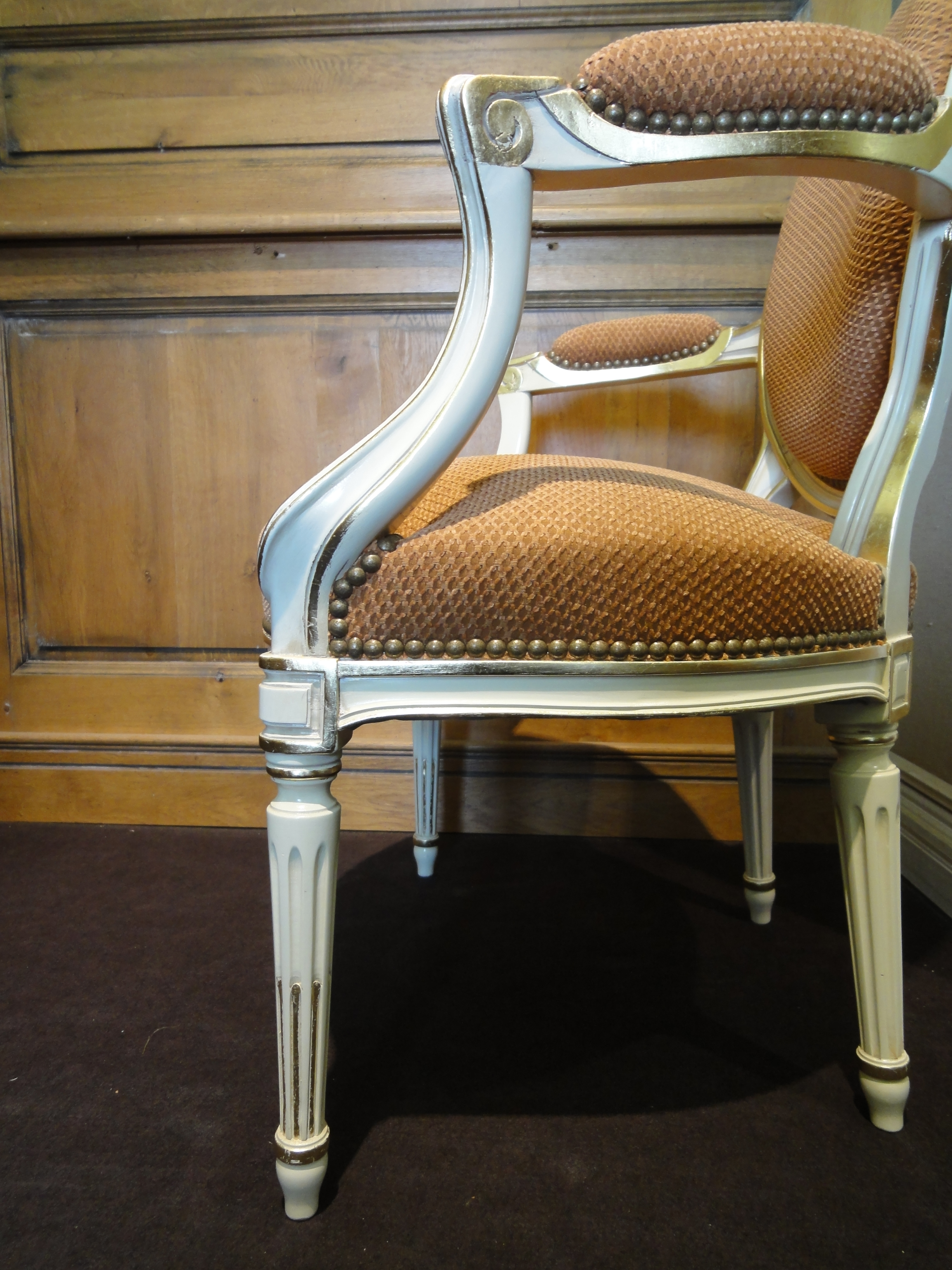
Style Transition.

Le mobilier Transition est appelé à l'époque "dans le goût grec", ce qui montre bien qu'il tend à se rapprocher de l'image qu'ont ses contemporains de l'Antiquité gréco-romaine. C'est le début du mouvement néoclassique, il aspire à la simplicité d'un mobilier qui s'inspire en grande mesure d'un idéal antique. 
Les découvertes d’Herculanum (1738) et de Pompéi (1748), poussent les élites à se passionner pour les civilisations antiques et contribuent à créer un nouveau style plus épuré. Un style qui abandonne les excès du rococo du style Louis XV et adapte les canons des anciens Romains à la sensibilité des Lumières et de la recherche de stabilité du gouvernement de Louis XVI.
En quelques années seulement, la ligne droite, le respect scrupuleux des proportions et de l’équilibre, s’imposent comme les références d’une nouvelle élégance qui fait la part belle aux influences venues d’Italie, mais aussi à l’exotisme dépaysant de la Chine et du monde ottoman, appelés chinoiseries, gout de l'exotisme apparu pendant le style Louis XV dans une recherche d'ailleurs et de rêverie. 
Les meubles se font plus architecturés, les formes se raidissent, on se remet à employer de l'ébène, on emploie de nouveau bois exotiques comme des acajous, l'amarante  et des bronzes d'inspiration antique. Le galbe est abandonné, mais les côtés sont encore parfois cintrés. Ainsi le style Transition donne naissance à un meuble aux formes à la fois rectilignes (caractéristique du style Louis XVI) et courbes (style Louis XV). Concrètement la plupart des meubles vont présenter un corps supérieur (la partie centrale la plus importante) géométrique, étant portée par un piétement de pieds galbés. 

### Ornementation
Les deux grandes caractéristiques de l'ornementation sont :

1. Les bronzes d'inspiration antique représentant des figures humaines, de couronnes de laurier, des postes, des rinceaux, des cannelures, des trophées, des masques d'animaux... s'épanouissent en haut des pieds et descendent orner les traverses, des griffes renforçant le bas des pieds ;
2. La marqueterie continue à s'imposer et s'améliore même par rapport au style précédent. On retrouve les mêmes bouquets de fleurs de plus en plus structurés mais qui sont concurrencés par des frisages géométriques.

## Mobilier

### Meubles courants
- La commode reste un meuble très répandu
- L'armoire revient à la mode
- Le secrétaire à abattant

### Nouveaux meubles

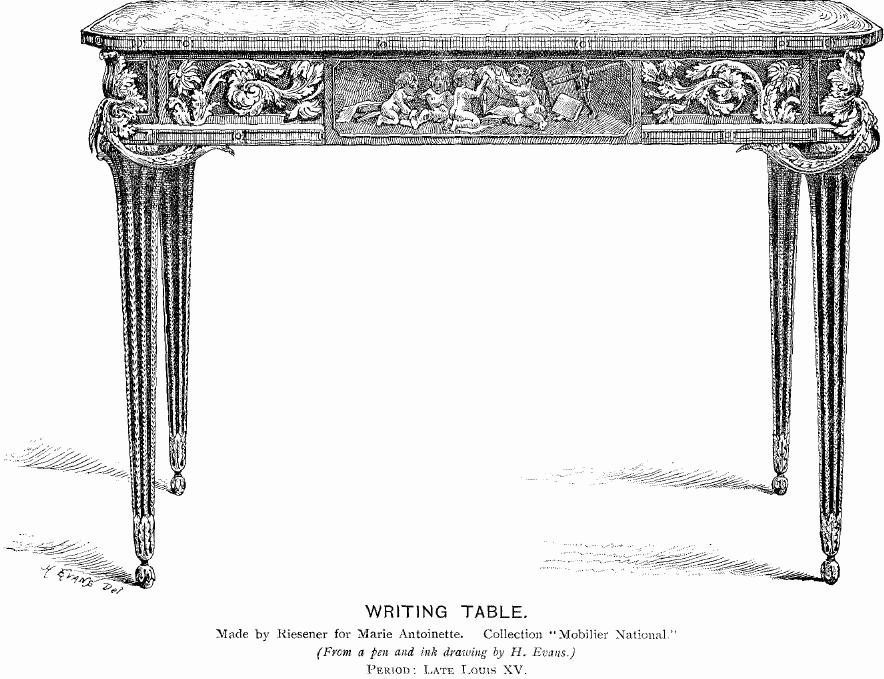
Bureau style transition.

- Les bureaux dos d'âne, à cylindre et à lattes
- Les secrétaires à abattant
- Les Bonheur du Jour.

C'est le début des meubles à fonctions très spécialisées.

## Matériaux
L'utilisation du chêne se généralise pour la fabrication des carcasses.

Les laques de Chine sont utilisées de deux façons : soit elles sont récupérées sur des paravents et meubles importés puis intégrées à des meubles, soit les carcasses sont envoyées en Chine, laquées sur place puis réexpédiées en France.

De nombreuses matières sont essayées ou intégrées au mobilier en bois. Citons par exemple la tôle d'acier ou de bronze et la porcelaine de Sèvres.

Début de l'utilisation de bois exotiques, de l'acajou principalement, dans les meubles massifs.

## Techniques et outillage
Les techniques vont se rationaliser par rapport au style Louis XV pur. La simplification des formes va simplifier les techniques de fabrications l'utilisation de tenon et mortaise va redevenir la norme même si les queues d’arondes vont persister. C'est cependant sous Louis XVI que les techniques vont se figer et poser une norme qui évoluera peu ensuite notamment les techniques de construction de tiroirs à queues d’arondes qui sont toujours utilisées par les artisans au XXIe siècle.

## Ébénistes représentatifs du style
- P. Garnier, maître en 1742
- Cl. Ch. Saunier, maître en 1752
- R. Dubois, maître en 1755, on lui attribue l'invention du « Bonheur du jour »
- Nicolas Petit (1732-1791), maître en 1761
- Léonard Boudin, maître en 1761, à qui on attribue l'invention du bureau à cylindre
- Jean-François Oeben, initiateur du style Transition, né en Allemagne
- Jean-Henri Riesener, maître en 1768, né en Allemagne, il vient en France et est l'élève de Jean-François Oeben, ce fut le plus grand ébéniste de l'époque, qui continuera son activité surtout sous le Style Louis XVI
- Johannes Äbersold, maître en 1780, né à Berne et élevé à Paris

## Dans les arts...

### Architecture
C'est dans l'architecture que le néo-classicisme du futur règne de Louis XVI s'exprimera en premier. L'exemple le plus évident étant le petit Trianon de Versailles.